# 卡拉馬祖鎮區 (密歇根州)
卡拉馬祖鎮區（英語：Kalamazoo Township）是位於美國密歇根州卡拉馬祖縣的一個特設鎮區。

## 地方資料
卡拉馬祖鎮區的面積為30.54平方千米，當中陸地面積為30.25平方千米，而水域面積為0.29平方千米。根據2020年美國人口普查的數據，當地共有人口22777人，而人口密度為每平方千米745.81人。